# 十字架三
十字架三（英語：Mimosa，/mɪˈmoʊsə/，β Cru / 南十字座β），是南十字座第二亮星，僅次於十字架二（南十字α）；也是夜空第20亮星。它也是著名星群，稱為南十字星的成員之一，但位於赤緯-60度的天空，所以只有在北回歸線以南的地方才可以看到它。它距離地球約有280光年，是一顆聯星，也可能是三合星系統。

## 外部連結
- . Stars.   [2005-11-28]. （原始内容存档于2012年3月14日）.
- . Alcyone Ephemeris.   [2005-11-28]. （原始内容存档于2012-03-14）.